# Вецрачинское городище
Ве́црачинское (Старора́чинское) городи́ще ([вэц-], латыш. Vecračinas pilskalns) — городище в Науенской волости Аугшдаугавского края Латвии, в деревне Вецрачина (Старое Рачино, латыш. Vecračina, Vecā Račina). Расположено в природном парке «Даугавас локи» («Излучины Даугавы»), на правом берегу реки Даугава (Западная Двина), в 2,5 км от железнодорожной станции «Извалта».

## Описание
Впервые городище было описано Арвидом Гусарсом в 1941 году. В 1986 году были проведены раскопки под руководством Татьяны Берги.
Городище располагается на природном холме (древний берег Даугавы). Для создания городища было использовано природное, с обеих сторон обрывистое ответвление берега, ограниченное в восточной и юго-восточной части оврагами глубиной в 18—27 метров и в юго-западной части — Даугавой. Имелись три искусственно созданных вала длиной по 50 метров. Размеры площадки городища составляют 60×30 метров. По форме площадка напоминает вытянутый треугольник. Площадка была полностью уничтожена, разбив старообрядческое кладбище, просуществовавшее около 200.
По сравнению с описанием и измерениями, сделанными в 1941 году, валы очень затронуты: наружный вал полностью сметён, восточный вал частично, внутренние насыпи не тронуты. Валы были повреждены в результате эксгумации во время переноса кладбища в связи со строительством планированной Даугавпилсской ГЭС.
В ходе раскопок найден 2—10-сантиметровый слой пепла, но никакие предметы, свидетельствующие о жизни людей не найдены. Судя по системе укрепления, городище может быть датировано поздним железным веком (X—XIII века). Возможно соответствующее городищу поселение было также за пределами валов, так как в поле констатирована более тёмная земля.
29 октября 1998 года городищу присвоен статус памятника археологии государственного значения. Номер охраны — 681. Является также одним из туристических объекта парка.